# Тетрахлоротрикарбонилдиплатина
Тетрахлоротрикарбонилдиплатина — неорганическое соединение,
хлорпроизводное карбонильного комплекса платины
с формулой Pt2(CO)3Cl4,
оранжево-желтые кристаллы,
реагирует с водой.

## Получение
- Нагревание дихлородикарбонилплатины в токе инертного газа:

{\displaystyle {\mathsf {Pt(CO)_{2}Cl_{2}\ {\xrightarrow {210^{o}C}}\ Pt_{2}(CO)_{3}Cl_{4}+CO}}}

## Физические свойства
Тетрахлоротрикарбонилдиплатина образует оранжево-желтые кристаллы.
Растворяется в горячем тетрахлорметане.
Реагирует с водой.

## Химические свойства
- Реагирует с водой:

{\displaystyle {\mathsf {Pt_{2}(CO)_{3}Cl_{4}+H_{2}O\ {\xrightarrow {}}\ 2Pt+4HCl+CO+2CO_{2}}}}
- Разлагается при нагревании:

{\displaystyle {\mathsf {Pt_{2}(CO)_{3}Cl_{4}\ {\xrightarrow {250^{o}C}}\ 2Pt(CO)Cl_{2}+CO}}}
- Реагирует с этанолом.